# Služnosti
Slúžnost je pravica na tuji stvari, ki lastnika omejuje v izvrševanju lastninskih upravičenj. Lastnik mora trpeti motnje ali opuščati ravnanja, ki bi mu sicer kot lastniku pripadala. 

## Služnost v rimskem pravu
- načela
- zgodovina
- prenehanje

## Ustanovitev služnosti v Sloveniji
Pravni temelj za nastanek služnosti je lahko zakon, odločba državnega organa ali pravni posel.

## Razdelitev
- Stvarne služnosti - razmerje med vsakokratnima lastnikoma služečega in gospodujočega zemljišča
- Osebne služnosti - upravičenec je pravna ali fizična oseba a ni nujno vezana na nepremičnino